# Соглашение о будущей процентной ставке
Соглашение о будущей (форвардной) процентной ставке (FRA; англ. Forward rate agreement) — производный финансовый инструмент, внебиржевая сделка, согласно которой в будущий момент времени осуществляется платеж между сторонами в исходя из разницы процентного платежа за некоторый оговоренный период (тенор), рассчитанного по плавающей (будущей рыночной) ставке и фиксированной (в момент заключения соглашения) ставке. Платеж осуществляется в зависимости от направления сделки и знака разницы между плавающей и фиксированной ставкой договора. В момент заключения сделки никакие платежи не осуществляются (стоимость контракта в момент заключения равна нулю).
С учетом характера таких рыночных ставок как либор, моспрайм и других forward-looking ставок сложилась практика осуществления расчетов в начале будущего процентного периода. Поэтому фактический платеж определялся не просто как разница между процентными платежами, а ее величина, приведенная (дисконтированная) к началу этого периода:
{\displaystyle CF_{S}=zN{\frac {[L(S,T)-K]\tau (S,T)}{1+L(S,T)\tau (S,T)}}}
где:
{\displaystyle CF_{S}} - денежный поток по контракту в момент S
{\displaystyle N} - номинал (условная сумма) контракта
{\displaystyle L(S,T)} - будущая простая годовая процентная ставка, фиксируемая на момент S на период начисления [S,T]
{\displaystyle \tau (S,T)} - продолжительность платежного периода в долях года в соответствии с конкретными условиями договора
{\displaystyle K} фиксированная (в момент заключения) ставка контракта
{\displaystyle z} - направление сделки для данной стороны (1 - если сторона получает платеж при превышении плавающей ставки, -1 - если платит в этом случае)
При теоретическом рассмотрении часто рассматривают также контракт с платежом в конце периода - так называемый стандартизированный FRA или своплет (процентный своп состоящий из одного процентного периода). 
{\displaystyle CF_{T}=zN[L(S,T)-K]\tau (S,T)}
где
{\displaystyle CF_{T}} - денежный поток по контракту (своплету) в момент T
В рамках подхода одной кривой это эквивалентно рыночному контракту. Тем не менее с учетом того, что ставка контракта и ставка дисконтирования могут быть разными эти контракты незначительно могут различаться.

## Стоимость контракта, ставка FRA и форвардная ставка
Стоимость контракта с платежом в конце периода (своплет) в момент t<=T 
{\displaystyle V_{t}=P(t,T)\mathbb {E} _{t}^{\mathbb {Q} ^{T}}[CF_{T}]=zNP(t,T)(\mathbb {E} _{t}^{\mathbb {Q} ^{T}}[L(S,T)]-K)\tau (S,T)}
Контракт, заключаемый на рыночных условиях, в момент заключения должен иметь нулевую стоимость, поэтому рыночная ставка K контракта фра равна ожидаемой (в соответствующей форвардной мере) величине будущей процентной ставки:
{\displaystyle FRA_{t}(S,T)=\mathbb {E} _{t}^{\mathbb {Q} ^{T}}[L(S,T)]}
Таким образом, в рамках подхода одной кривой (если ставка контракта и ставка дисконтирования из одной кривой), ставка фра совпадает с форвардной ставкой для соответствующего периода, поэтому стоимость контракта равна
{\displaystyle V_{t}=zNP(t,T)(F_{t}(S,T)-K)\tau (S,T)}
где {\displaystyle F_{t}(S,T)={\frac {1}{\tau (S,T)}}({\frac {P(t,S)}{P(t,T)}}-1)} - форвардная ставка
Случай принятых на практике контрактов с платежом в начале периода несколько сложнее, но можно показать, что в рамках подхода одной кривой (single-curve approach) стоимость такого контракта равна
{\displaystyle V_{t}=zNP(t,S){\frac {(F_{t}(S,T)-K)\tau (S,T)}{1+F_{t}(S,T)\tau (S,T)}}}
Соответственно, во-первых, рыночная ставка (обнуляющая стоимость контракта при заключении) совпадает со стандартизированными контрактами (своплетами), а во-вторых, стоимость такого контракта до начала периода платежа совпадает со стоимостью своплета, так как 
{\displaystyle {\frac {P(t,S)}{1+F_{t}(S,T)\tau (S,T)}}={\frac {P(t,S)}{\frac {P(t,S)}{P(t,T)}}}=P(t,T)}
Тем не менее, с учетом различий в ставке контракта и ставки дисконтирования эти контракты не полностью эквивалентны и ставка фра может отклоняться от форвардной ставки по кривой. 

## Интерпретация
Можно показать, что стандартизированный фра-контракт эквивалентен соглашению, согласно которому в будущий момент времени одна сторона обязуется предоставить другой стороне кредит по заранее оговоренной процентной ставке (а вторая сторона обязуется взять его и выполнять по нему обязательства по погашению)
Участники соглашения обязуются провести на дату исполнения (settlement day) компенсационные выплаты в случае отличия текущего значения заранее оговорённой процентной ставки от значения указанной ставки-ориентира, указанной при заключении (например, LIBOR).
Если текущая ставка превышает ориентир, заёмщик (плательщик плавающей ставки) обязан компенсировать разницу заимодавцу, и наоборот.
При заключении FRA маржевые взносы и гарантийное обеспечение организатору торгов не выплачивается, платежами стороны не обмениваются. Расчётный платёж обычно проводится в начале периода действия соглашения.
Схема расчёта компенсации P для заёмщика:
{\displaystyle P={\dfrac {L(R_{K}-R_{M})(T_{2}-T_{1})}{1+R_{M}(T_{2}-T_{1})}}},
где:
L — размер базового актива;

RK — оговорённая процентная ставка;

RM — текущая процентная ставка;

T1 — дата начала действия соглашения;

T2 — дата окончания действия соглашения.